# Gandesbergen

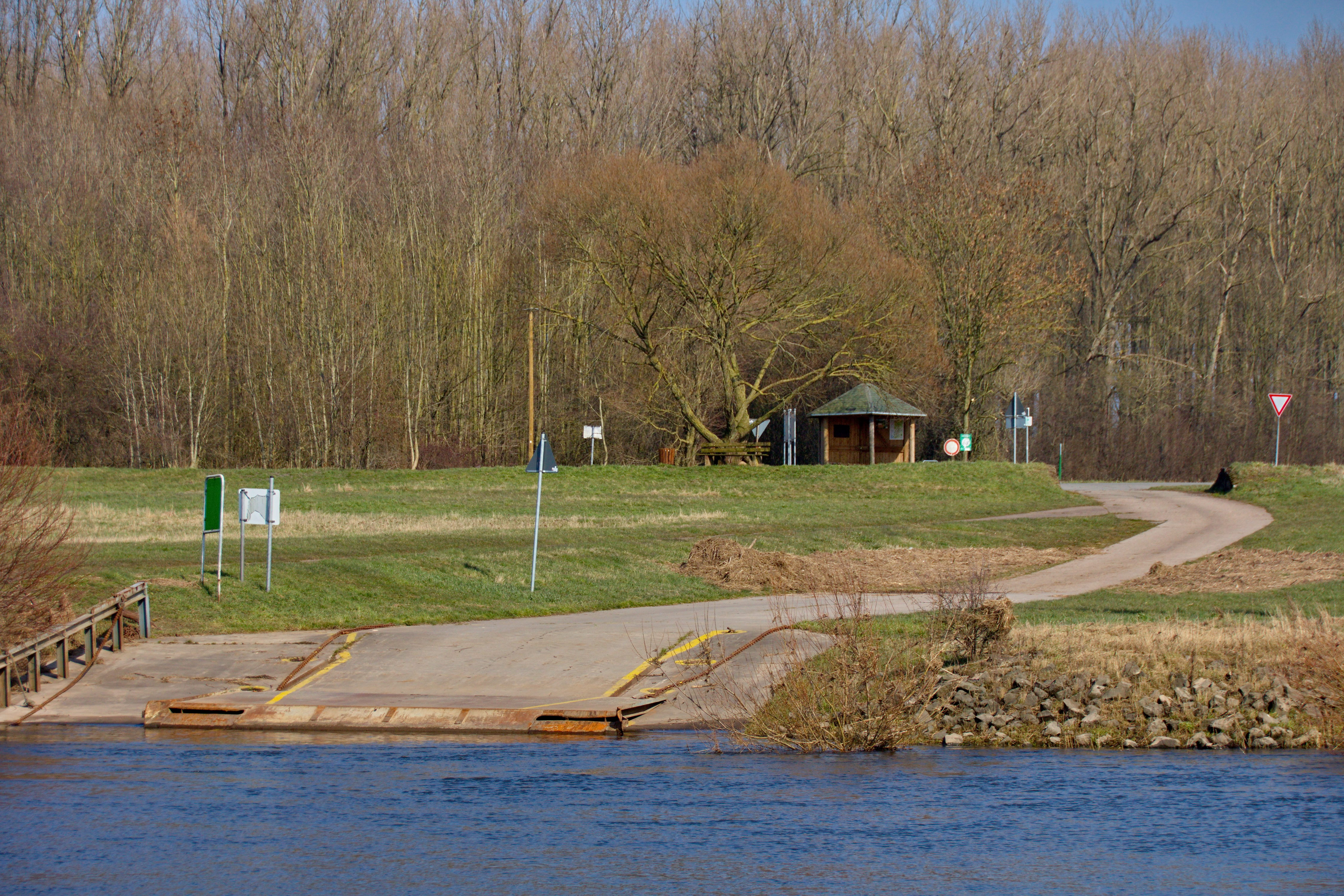
Anlegestelle Gandesbergen der Fähre Schweringen-Gandesbergen

Gandesbergen ist eine Gemeinde im Landkreis Nienburg/Weser in Niedersachsen.

## Geografie
Gandesbergen liegt zwischen dem Naturpark Wildeshauser Geest und dem Naturpark Steinhuder Meer ungefähr in der Mitte zwischen Bremen und Hannover.

## Geschichte
Die Gemeinde gehörte bis 2010 der Samtgemeinde Eystrup an, die ihren Verwaltungssitz in der Gemeinde Eystrup hatte. Zum 1. Januar 2011 fusionierte diese mit der Samtgemeinde Grafschaft Hoya zur dann vergrößerten Samtgemeinde Grafschaft Hoya. Der ursprüngliche Dorfkern begrenzt die Rückhalteräume der Weser und wird durch die nach dem Zweiten Weltkrieg errichteten Neubausiedlungen nahe der Bahnstrecke Hannover-Bremen ergänzt.

## Politik

### Gemeinderat
Der Gemeinderat aus Gandesbergen setzt sich aus 7 Ratsfrauen und Ratsherren zusammen.
- Wählergemeinschaft Gandesbergen 7 Sitze

(Stand: Kommunalwahl am 12. September 2021)

### Bürgermeister
Der ehrenamtliche Bürgermeister ist seit dem 11. November 2021 Ulrich Böckmann.

## Wirtschaft und Infrastruktur
Die Gemeinde liegt direkt an der Bundesstraße 215, die von Nienburg/Weser nach Verden (Aller) führt.
Gandesbergen ist über die letzte Weserfähre im gesamten Mittelweser-Bereich mit dem westlichen Weserufer und damit der Nachbargemeinde Schweringen verbunden.